# Seznam českých šlechtických rodů, Č
Tento seznam obsahuje výčet šlechtických rodů, které byly v minulosti spjaty s Českým královstvím Podmínkou uvedení je držba majetku, která byla v minulosti jedním z hlavních atributů šlechty, případně, zejména u šlechty novodobé, jejich služby ve státní správě na území Českého království či podnikatelské aktivity. Platí rovněž, že u šlechty, která nedržela konkrétní nemovitý majetek, jsou uvedeny celé rody, tj. rodiny, které na daném území žily alespoň po dvě generace, nejsou tudíž zahrnuti a počítáni za domácí šlechtu jednotlivci, kteří zde vykonávali pouze určité funkce (politické, vojenské apod.) po přechodnou či krátkou dobu. Nejsou rovněž zahrnuti církevní hodnostáři z řad šlechty, kteří pocházeli ze šlechtických rodů z jiných zemí.

## Č
- Čabeličtí ze Soutic
- Čachovští ze Svémyslic
- Čakovcové z Bohušic
- z Častolovic[1]
- Čechočovští z Čechočovic[2]
- Čejkové z Olbramovic
- Čermannové z Libštatu
- Černínové z Černina[3]
- Černínové z Chudenic
- Černohorští z Boskovic
- Čertorejští z Čertorej[3]
- Čičovcové z Čičovic[4]